# 2003年NBA總決賽
2003年NBA季後賽是國家籃球協會在2002-03 NBA賽季的最後一個系列賽。聖安東尼奧馬刺以4比2擊敗對手新澤西籃網，來自聖安東尼奧馬刺的添·鄧肯獲得本年度的NBA總決賽最有價值球員獎項。

## 晉級
- 新澤西籃網以4-0总比分击败底特律活塞赢得2003年的东部分区决赛。
- 聖安東尼奧馬刺以4-2总比分击败達拉斯小牛赢得2003年的西部分区决赛。

## 形式
这次七场四胜制的系列賽于2003年6月5日开始。而七場四勝再不是以2-2-1-1-1排列，而是2-3-2排列。降低優先球隊的主場優勢。

## 第一場
| 6月4日 7:30 pm |

|  |

| 紐澤西籃網 89–101 聖安東尼奧馬刺      |
| 每節分數： 21–18、21–24、17–32、30–27 |
| 聖安東尼奧以1-0領先                   |

## 第二場
| 6月6日 7:30 pm |

|  |

| 紐澤西籃網 87–85 聖安東尼奧馬刺       |
| 每節分數： 19–18、22–17、25–21、21–29 |
| 系列賽1-1                             |

## 第三場
| 6月8日 8:30 pm |

|  |

| 聖安東尼奧馬刺 84–79 紐澤西籃網      |
| 每節分數： 15–21、18–9、21–27、30–22 |
| 聖安東尼2-1領先                      |

## 第四場
| 6月11日 8:30 pm |

|  |

| 聖安東尼奧馬刺 76–77 紐澤西籃網       |
| 每節分數： 18–16、16–29、23–11、19–21 |
| 系列賽2-2                             |

## 第五場
| 6月13日 8:30 pm |

|  |

| 聖安東尼奧馬刺 93–83 紐澤西籃網       |
| 每節分數： 19–18、23–16、24–23、27–26 |
| 聖安東尼3-2領先                       |

## 第六場
| 6月15日 7:30 pm |

|  |

| 紐澤西籃網 77–85 聖安東尼奧馬刺       |
| 每節分數： 25–17、16–21、22–19、14–31 |
| 馬刺4-2擊敗籃網 奪得2003年NBA總冠軍   |